# NGC 5761
NGC 5761 је лентикуларна галаксија у сазвежђу Вага која се налази на NGC листи објеката дубоког неба.
Деклинација објекта је - 20° 22' 32" а ректасцензија 14h 49m 8,2s. Привидна величина (магнитуда) објекта NGC 5761 износи 12,4 а фотографска магнитуда 13,4. Налази се на удаљености од 36,399 милиона парсека од Сунца. NGC 5761 је још познат и под ознакама ESO 580-39, MCG -3-38-18, PGC 52916.